# 스페이스 그랜트 칼리지
스페이스 그랜트 칼리지(space-grant colleges)는 우주 관련 연구를 목적으로 형성된 53개의 연합체 네트워크로 구성된 미국의 교육 기관이다. 각 연합체는 50개 주 중 하나인 컬럼비아 특별구, 푸에르토리코 또는 괌에 기반을 두고 있으며, 각 연합체는 여러 독립 스페이스 그랜트 기관으로 구성되어 있으며 기관 중 하나가 주도 역할을 한다.
유사한 프로그램으로는 씨그랜트 칼리지(1966년 설립)와 썬그랜트 칼리지(2003년 설립)가 있다.

## 목표
이 프로그램은 다음과 같은 목표를 주장한다.
- 항공, 우주 및 관련 분야에 관심과 역량을 갖춘 전국 대학 네트워크를 구축하고 유지한다.
- 대학, 항공우주 산업, 연방, 주, 지방 정부 간의 협력 프로그램을 장려한다.
- 항공우주와 관련된 학제간 교육, 연구 및 공공 서비스 프로그램을 장려한다.
- 항공우주 과학 및 기술 분야에서 경력을 쌓을 수 있도록 미국 시민, 특히 여성, 소수자, 장애인을 모집하고 훈련한다.
- 초등부터 중등까지 강력한 과학, 수학, 기술 교육 기반을 조성한다.

## 같이 보기
- 랜드그랜트 대학교